# Bjørkåsen
Bjørkåsen ist eine Ortschaft in der norwegischen Kommune Narvik in der Provinz (Fylke) Nordland.

## Geografie
Der Ort liegt an der Südseite des Ofotfjords an der Bucht Ballangen. Etwas südlich liegt der See Børsvatnet (nordsamisch: Bođatjávri), im Osten sowie im Nordwesten erheben sich Berge mit bis zu 1342 moh. Vor allem im Norden und Westen befinden sich auch Moorgebiete. Die Ansiedlung gehört zum Tettsted Ballangen, was bedeutet, dass Bjørkåsen für statistische Zwecke nicht selbst als eigene Ortschaft gewertet wird. Der Tettsted Ballangen hatte im Jahr 2020 856 Einwohner auf 1,03 km².

## Geschichte
Von 1917 bis 1964 wurden in Bjørkåsen die Bjørkåsen gruver betrieben. Die Kupfervorkommen waren im Jahr 1876 gefunden wurden, im Jahr 1913 wurde die Erlaubnis zum Abbau erteilt. Abgebaut wurde Pyrit sowie Kupfer und Zink. Im Jahr 1938 wurde mit einer Menge von 130.000 Tonnen der höchste Wert erreicht.
Bis Ende 2019 gehörte Bjørkåsen zur Gemeinde Ballangen. Diese wurde im Rahmen der Kommunalreform in Norwegen zum 1. Januar 2020 nach Narvik eingegliedert, wodurch auch Bjørkåsen nach Narvik überging.

## Persönlichkeiten
- Anni-Frid Lyngstad (* 1945), schwedische Sängerin, ABBA-Mitglied